# Arctosa ravida
Arctosa ravida là một loài nhện trong họ Lycosidae.
Loài này thuộc chi Arctosa. Arctosa ravida được A. V. Ponomarev miêu tả năm 2007.